# Упырь (фильм, 1967)
«Упырь» (польск.: Upiór) — польский короткометражный телефильм ужасов 1967 года режиссёра Станислава Ленартовича.
Хотя это лёгкий телефильм, почему и был обойдён вниманием критиков, но он может считаться родоначальником жанра фильма ужасов в польском кино.

## Сюжет
По мотивам одноимённого рассказа Алексея Толстого.
Молодой человек переживает мучительное, жуткое приключение, которое, однако, заканчивается романтическим счастливым концом.

## В ролях
- Ядвига Хойнацкая — бригадирша Сугробина
- Александра Заверушанка — Даша / Прасковья
- Ян Махульский — Руневский
- Рышард Рончевский — Василий Рыбаренко / портной
- Здислав Карчевский — тайный советник Тилаев
- Витольд Пиркош — лакей Степан
- Эдуард Любашенко — лакей

## Критика
Режиссёр не поверил иронии, содержащейся в содержании литературного оригинала, - и сделал вещь слишком тяжелой, перерисовав излишне гротескность некоторых персонажей. Однако ночные кошмары героя, сражающегося с вампирами в идиллической усадьбе, последовательное размывание границы между сном и явью, наводят на размышления и служат удачным примером использования фантастики ужасов.
Оригинальный текст (англ.)Reżyser nie zawierzył ironii zawartej w treści literackiego oryginału – i zrobił rzecz nieco zbyt ciężką, przerysowując niepotrzebnie groteskowość niektórych postaci. Jednakże nocne koszmary bohatera walczącego z wampirami w sielskim dworku, konsekwentne zatarcie granicy między snem i jawą, jest sugestywne i stanowi udany przykład wykorzystania fantastyki grozy.
— Andrzej Kołodyński - Film grozy. - Warszawa 1970, s. 73.

## Фестивали и награды
Фимьм был награждён дипломом Международного фестивалья научно-фантастических фильмов в Триесте (Италия, 1968).